# 卡卡梅加郡
卡卡梅加郡，是肯尼亞的一個郡，位於該國西部，由西部省負責管轄，首府設於卡卡梅加，始建於2013年3月4日，面積3,033.8平方公里，2009年人口1,660,651，人口密度每平方公里547.38人。
0°17′00″N 34°45′00″E / 0.283333°N 34.75°E